# Sister Morphine
Singles de Marianne Faithfull
Is This What I Get for Loving You?
(1967) Dreamin' My Dreams
(1975)
Pistes de Sticky Fingers
I Got The Blues
(7) Dead Flowers
(9)
Sister Morphine est une chanson écrite par le chanteur Mick Jagger et le guitariste Keith Richards du groupe britannique The Rolling Stones et la chanteuse Marianne Faithfull. La première version de la chanson enregistrée par Marianne Faithfull est publiée le 21 février 1969 sur la face B de son single Something Better par le label Decca. Une autre version enregistrée par les Rolling Stones sort deux ans plus tard sur l'album Sticky Fingers.

## Historique et premier enregistrement
La chanson, enregistrée en juillet 1968, parle d'un homme qui a un accident de voiture et meurt à l'hôpital en demandant de la morphine. Mick Jagger a écrit la musique de la chanson lors d'un séjour à Rome en 1968. Marianne Faithfull a écrit les paroles. La chanteuse et compagne de Mick Jagger n'était pas toxicomane lorsqu'elle a écrit les paroles, mais elle est devenue accro en 1971, à peu près au même moment où la version des Rolling Stones est sortie.
La version de Faithfull comprend autour de la chanteuse au chant, son compagnon Mick Jagger à la guitare acoustique, Ry Cooder à la guitare slide et à la basse, Jack Nitzsche au piano et à l'orgue et Charlie Watts à la batterie.

## Parutions et réception
Au Royaume-Uni, le single de Marianne a été retiré par Decca en raison de la référence à la drogue dans la chanson, après la sortie de quelque 500 exemplaires. Dans d'autres pays, le single a continué à être publiée. Dans certains pays tels que les Pays-Bas, l'Italie et le Japon, Sister Morphine est apparue sur la face A. De plus, les éditions française, américaine et néerlandaise du single comportaient des versions alternatives des deux faces de la version britannique.
Marianne Faithfull a de nouveau enregistré la chanson en 1979, lors de sessions pour son album Broken English. Cette version a ensuite été publiée en single avec la chanson Broken English en face B, et apparait par la suite sur la réédition de l'album en 2013 en titre bonus sur le second disque. La chanson est restée un incontournable de ses concerts, apparaissant sur les albums live Blazing Away en 1990 et No Exit en 2016.

## Version des Rolling Stones
La version des Rolling Stones est enregistrée entre le 22 et le 31 mars 1969. Mick Jagger au chant délaisse la guitare acoustique à son compère Keith Richards, qui est également aux chœurs, tandis que Ry Cooder reste à la guitare slide, mais laisse la basse à Bill Wyman. Jack Nitzsche est toujours au piano et Charlie Watts à la batterie.

## Démêlés autour des droits d'auteurs
Le single original britannique de Marianne publié par Decca la crédite comme co-autrice avec le duo Jagger-Richards, mais ne l'est pas sur le single américain, tout comme la version des Rolling Stones sur Sticky Fingers. À la suite d'une bataille judiciaire, Marianne obtient à nouveau les droits de co-autrice, et se retrouve créditée sur les rééditions de Sticky Fingers à partir de 1994.

## Personnel

### Version de Marianne Faithfull
- Marianne Faithfull : chant
- Mick Jagger : guitare acoustique,

- Ry Cooder : guitare slide, basse
- Jack Nitzsche : piano, orgue
- Charlie Watts : batterie

### Version des Rolling Stones
Crédités:
- Mick Jagger: chant
- Keith Richards: guitare acoustique
- Bill Wyman: basse
- Charlie Watts: batterie
- Ry Cooder: guitare slide
- Jack Nitzsche: piano